# London-Marathon 1984
| 4. London-Marathon     | 4. London-Marathon             |
| ---------------------- | ------------------------------ |
| Stadt                  | London, Vereinigtes Königreich |
| Datum                  | 13. Mai 1984                   |
| Distanz                | 42,195 Kilometer               |
| Sieger                 |                                |
| Männer                 | Charles Spedding (2:09:57 h)   |
| Frauen                 | Ingrid Kristiansen (2:24:26 h) |
| ← London-Marathon 1983 | London-Marathon 1985 →         |
| Website                | Offizielle Website             |

Der London-Marathon 1984 war die vierte Ausgabe der jährlich stattfindenden Laufveranstaltung in London, Vereinigtes Königreich. Der Marathon fand am 13. Mai 1984 statt.
Bei den Männern gewann Charles Spedding in 2:09:57 h, bei den Frauen Ingrid Kristiansen in 2:24:26 h.

## Ergebnisse

### Männer
| Platz | Athlet                | Land                   | Zeit (h) |
| ----- | --------------------- | ---------------------- | -------- |
| 01    | Charles Spedding      | Vereinigtes Königreich | 2:09:57  |
| 02    | Kevin Forster         | Vereinigtes Königreich | 2:11:41  |
| 03    | Dennis Fowles         | Vereinigtes Königreich | 2:12:12  |
| 04    | Oyvind Dahl           | Norwegen               | 2:12:19  |
| 05    | Jørn Lauenborg        | Dänemark               | 2:12:21  |
| 06    | Juma Ikangaa          | Tansania               | 2:12:35  |
| 07    | Jimmy Ashworth        | Vereinigtes Königreich | 2:13:49  |
| 08    | Malcolm East          | Vereinigtes Königreich | 2:14:01  |
| 09    | Christopher Bunyan    | Vereinigtes Königreich | 2:14:03  |
| 10    | Svend-Erik Kristensen | Dänemark               | 2:14:22  |

### Frauen
| Platz | Athletin           | Land                   | Zeit (h) |
| ----- | ------------------ | ---------------------- | -------- |
| 01    | Ingrid Kristiansen | Norwegen               | 2:24:26  |
| 02    | Priscilla Welch    | Vereinigtes Königreich | 2:30:06  |
| 03    | Sarah Rowell       | Vereinigtes Königreich | 2:31:28  |
| 04    | Veronique Marot    | Vereinigtes Königreich | 2:33:52  |
| 05    | Kersti Jakobsen    | Dänemark               | 2:34:53  |
| 06    | Bente Moe          | Norwegen               | 2:35:28  |
| 07    | Julie Barleycorn   | Vereinigtes Königreich | 2:35:53  |
| 08    | Margaret Lockley   | Vereinigtes Königreich | 2:36:06  |
| 09    | Gillian Horovitz   | Vereinigtes Königreich | 2:37:10  |
| 10    | Lone Dybdal        | Dänemark               | 2:39:39  |